# Miguel Arroyo
Miguel Arroyo Rosales (Huamantla, 6 dicembre 1966 – Puebla, 30 gennaio 2020) è stato un ciclista su strada messicano, professionista dal 1989 al 1997.

## Carriera
Passò professionista nel 1989 con la ADR, squadra belga capitanata da Greg LeMond. Vestì poi le maglie di formazioni come Z (ancora con LeMond), GB-MG Boys Maglificio, Subaru-Montgomery, Chazal-MBK e Aubervilliers/BigMat, concludendo la carriera professionistica nel 1997.
Soprannominato Halcón de Huamantla, ottenne diversi piazzamenti nelle corse europee, tra cui il quarto posto nella classifica generale nel Tour de Suisse 1991, e il terzo al Grand Prix de Ouest-France nello stesso anno. Partecipò per tre volte al Tour de France, ottenendo come miglior piazzamento il 48º posto nell'edizione 1994, e per due volt al Giro d'Italia. Fu inoltre campione nazionale messicano su strada nel 2000 nella prova in linea (quando già aveva lasciato il professionismo), e si aggiudicò anche la classifica generale alla Ruta de México 1998 e la Vuelta Ciclista a Costa Rica 1999. Nel suo palmarès rientrano anche due tappe alla Ruta de México (1991 e 1993) e una tappa alla Vuelta a Guatemala del 2000. Rappresentò infine il suo paese per sei volte nella prova in linea dei campionati del mondo professionisti/Elite.
Dopo il ritiro si dedicò alla formazione di giovani ciclisti nello stato di Tlaxcala, ricevendo per questa attività nel 2012 il Premio Nazionale Statale per lo Sport. È morto nel gennaio 2020 a Puebla per complicanze durante un intervento chirurgico al pancreas.

## Piazzamenti

### Grandi Giri
- Giro d'Italia

1989: 60º
1991: 25º
- Tour de France

1994: 48º
1995: 61º
1997: 76º
- Vuelta a España

1992: 36º
1995: ritirato